# Купец, Кортни
Кортни Энн Купец Картер (англ. Courtney Anne Kupets Carter, 27 июля 1986) — американская гимнастка (спортивная гимнастика). Абсолютная чемпионка США 2003 и 2004 годов (в 2004 году разделила титул Карли Паттерсон). Чемпионка мира 2002 года на брусьях и 2003 года в командном первенстве. Серебряная медалистка Олимпийских игр 2004 года в командном первенстве и бронзовая медалистка на брусьях.
Главный тренер гимнастической команды Университета Джорджии.
В 2014 году вышла замуж за британского акробата Криса Картера, родила троих детей.